# Alemania en la Copa Mundial de Fútbol
La Selección de fútbol de Alemania, ha estado presente en 20 ediciones de la Copa Mundial de Fútbol, siendo el segundo representativo nacional con más certámenes disputados únicamente detrás de Brasil (22) y el primero a nivel europeo. Su primera participación fue en el Mundial de Italia 1934. En dos ocasiones fue el organizador, en 1974 resultó vencedor y en 2006 obtuvo el tercer puesto. Cuenta con solo dos ausencias mundialistas, en Uruguay 1930 y en Brasil 1950, en la primera rechazó su participación y en la segunda la FIFA la excluyó por los sucesos de la Segunda Guerra Mundial.
En las 19 participaciones anteriores del seleccionado, en 17 ocasiones ha clasificado a la segunda fase, en 17 ha alcanzado los octavos de final, 17 cuartos de final, 13 semifinales y 8 finales, resultando campeón en cuatro ocasiones: 1954, 1974, 1990 y 2014. Alemania se posiciona como la segunda selección más exitosa en los mundiales, y la que mayor número de semifinales y finales ha disputado.
En cuanto a resultados, el marcador más abultado obtenido en copas mundiales fue el 8-0 sobre Arabia Saudita en 2002. Mientras que destaca la victoria de 7-1 sobre Brasil en la Copa Mundial de 2014 precisamente en Brasil, en ese mismo encuentro se suscitó la mayor goleada de la historia de las semifinales, la mayor goleada a campeón mundial y la peor derrota histórica de Brasil. Por otra parte la mayor goleada que ha recibido es un 3:8 ante Hungría en 1954.
La selección de Alemania se encuentra en la segunda posición general de la clasificación histórica de este certamen, superada solo por Brasil. Hasta la Copa Mundial de 2014 ha disputado 106 partidos, en los cuales ha obtenido 66 victorias, 20 empates y 20 derrotas; en cuanto a goles se refiere, ostenta la marca de más anotaciones en la historia con 224 y la marca negativa de más goles recibidos con 121. Inclusive cuenta con la marca del campeón mundial que más goles ha marcado en un solo torneo cuando en 1954 se coronó con la cifra de 25.
En cuanto el apartamento goleador, Miroslav Klose con sus 16 anotaciones es el máximo goleador de la historia en este torneo. En cuanto al número de encuentros, Lothar Matthäus lidera la lista mundial con 25, siendo a su vez junto con el guardameta mexicano, Antonio Carbajal, el guardamenta italiano Gianluigi Buffon y el central mexicano Rafael Márquez los futbolistas con mayor cantidad de fases finales jugadas con 5 cada uno.
Por último, cabe señalar que Alemania Federal es la precursora de la actual selección teutona y por tanto las estadísticas y títulos son contabilizadas.

## Resumen por edición
| Octavos de final; 27 de mayo de 1934, 16:30 | Alemania                                         | 5:2 (1:2) | Bélgica          | Stadio Giovanni Berta, Florencia                           |                                                            |
|                                             | Kobierski 18' · Siffling 56' · Conen 73' 77' 88' | Reporte   | Voorhoof 24' 35' | Asistencia: 8000 espectadores Árbitro(s): Francesco Mattea | Asistencia: 8000 espectadores Árbitro(s): Francesco Mattea |

| Cuartos de final; 31 de mayo de 1934, 16:30 | Alemania        | 2:1 (0:0) | Suecia     | Estadio San Siro, Milán                                      |                                                              |
|                                             | Hohmann 60' 63' | Reporte   | Dunker 82' | Asistencia: 3000 espectadores Árbitro(s): Rinaldo Barlassina | Asistencia: 3000 espectadores Árbitro(s): Rinaldo Barlassina |

| Semifinal; 3 de junio de 1934, 16:30 | Checoslovaquia      | 3:1 (1:0) | Alemania  | Stadio Nazionale PNF, Roma                                     |                                                                |
|                                      | Nejedlý 21' 69' 80' | Reporte   | Noack 62' | Asistencia: 15 000 espectadores Árbitro(s): Rinaldo Barlassina | Asistencia: 15 000 espectadores Árbitro(s): Rinaldo Barlassina |

| Tercer lugar; 7 de junio de 1934, 18:00                                 | Alemania                  | 3:2 (3:1) | Austria                 | Stadio Giorgio Ascarelli, Nápoles                        |                                                          |
|                                                                         | Lehner 1' 40' · Conen 15' | Reporte   | Horvath 35' · Sesta 63' | Asistencia: 7000 espectadores Árbitro(s): Albino Carraro | Asistencia: 7000 espectadores Árbitro(s): Albino Carraro |
| Alemania se convierte en el primer debutante en quedar en tercer lugar. |                           |           |                         |                                                          |                                                          |

| Equipo | Equipo         | Pts | PJ | PG | PE | PP | GF | GC | Dif | Rend |
| ------ | -------------- | --- | -- | -- | -- | -- | -- | -- | --- | ---- |
| 1      | Italia         | 9   | 5  | 4  | 1  | 0  | 12 | 3  | 9   | 90%  |
| 2      | Checoslovaquia | 6   | 4  | 3  | 0  | 1  | 9  | 6  | 3   | 75%  |
| 3      | Alemania       | 6   | 4  | 3  | 0  | 1  | 11 | 8  | 3   | 75%  |

| Octavos de final; 4 de junio de 1938, 17:00 | Suiza        | 1:1 (1:1, 1:1) (t. s.) | Alemania    | Parc des Princes, París                                   |                                                           |
|                                             | Abegglen 43' | Reporte                | Gauchel 23' | Asistencia: 27 152 espectadores Árbitro(s): Jean Langenus | Asistencia: 27 152 espectadores Árbitro(s): Jean Langenus |

| Desempate; 9 de junio de 1938, 18:00                                          | Suiza                                         | 4:2 (1:2) | Alemania                             | Parc des Princes, París                                 |                                                         |
|                                                                               | Walaschek 42' · Bickel 64' · Abegglen 75' 78' | Reporte   | Hahnemann 8' · Loertscher 22' (a.g.) | Asistencia: 20 025 espectadores Árbitro(s): Ivan Eklind | Asistencia: 20 025 espectadores Árbitro(s): Ivan Eklind |
| El suizo Ernst Loertscher marcó el segundo autogol de la historia del Mundial |                                               |           |                                      |                                                         |                                                         |

| Equipo | Equipo   | Pts | PJ | PG | PE | PP | GF | GC | Dif | Rend |
| ------ | -------- | --- | -- | -- | -- | -- | -- | -- | --- | ---- |
| 9      | Rumania  | 1   | 2  | 0  | 1  | 1  | 4  | 5  | -1  | 25%  |
| 10     | Alemania | 1   | 2  | 0  | 1  | 1  | 3  | 5  | -2  | 25%  |
| 11     | Polonia  | 0   | 1  | 0  | 0  | 1  | 5  | 6  | -1  | 0%   |

| Equipo           | Pts | PJ | PG | PE | PP | GF | GC | Dif |
| ---------------- | --- | -- | -- | -- | -- | -- | -- | --- |
| Hungría          | 4   | 2  | 2  | 0  | 0  | 17 | 3  | 14  |
| Alemania Federal | 4   | 3  | 2  | 0  | 1  | 14 | 11 | 3   |
| Turquía          | 2   | 3  | 1  | 0  | 2  | 10 | 11 | -1  |
| Corea del Sur    | 0   | 2  | 0  | 0  | 2  | 0  | 16 | -16 |

| Grupo B; 17 de junio de 1954, 18:00 | Alemania                                              | 4:1 (1:1) | Turquía | Wankdorfstadion, Berna                                           |                                                                  |
|                                     | Schäfer 14' · Klodt 52' · O. Walter 60' · Morlock 84' | Reporte   | Suat 2' | Asistencia: 39 000 espectadores Árbitro(s): José da Costa Vieira | Asistencia: 39 000 espectadores Árbitro(s): José da Costa Vieira |

| Grupo B; 20 de junio de 1954, 16:50 | Hungría                                                           | 8:3 (3:1) | Alemania                            | St. Jakob Park, Basilea                                  |                                                          |
|                                     | Kocsis 3' 21' 67' 78' · Puskás 17' · Hidegkuti 50' 54' · Tóth 73' | Reporte   | Pfaff 25' · Rahn 77' · Herrmann 81' | Asistencia: 65 000 espectadores Árbitro(s): William Ling | Asistencia: 65 000 espectadores Árbitro(s): William Ling |

| Grupo B; 23 de junio de 1954, 18:00 | Alemania                                                             | 7:2 (3:1) | Turquía                  | Hardturm-Stadion, Zúrich                                     |                                                              |
|                                     | O. Walter 7' · Schäfer 12' 79' · Morlock 30' 60' 77' · F. Walter 62' | Reporte   | Mustafa 21' · Lefter 82' | Asistencia: 18 000 espectadores Árbitro(s): Raymond Vincenti | Asistencia: 18 000 espectadores Árbitro(s): Raymond Vincenti |

| Cuartos de final; 27 de junio de 1954, 17:00 | Alemania Federal            | 2:0 (1:0) | Yugoslavia | Stade des Charmilles, Ginebra                            |                                                          |
|                                              | Horvat 9' (a.g.) · Rahn 85' | Reporte   |            | Asistencia: 20 000 espectadores Árbitro(s): Istvan Zsolt | Asistencia: 20 000 espectadores Árbitro(s): Istvan Zsolt |

| Semifinal; 30 de junio de 1954, 18:00 | Alemania Federal                                                                | 6:1 (1:0) | Austria    | St. Jakob Park, Basilea                                        |                                                                |
|                                       | Schäfer 31' · Morlock 47' · F. Walter 54' (pen.) 64' (pen.) · O. Walter 61' 89' | Reporte   | Probst 51' | Asistencia: 58 000 espectadores Árbitro(s): Vincenzo Orlandini | Asistencia: 58 000 espectadores Árbitro(s): Vincenzo Orlandini |

| Final; 4 de julio de 1954 | Alemania Federal           | 3:2 (2:2) | Hungría               | Wankdorfstadion, Berna                                   |                                                          |
| | Morlock 10' · Rahn 18' 84' | Reporte   | Puskás 6' · Czibor 8' | Asistencia: 60 000 espectadores Árbitro(s): William Ling | Asistencia: 60 000 espectadores Árbitro(s): William Ling |
| Para este partido véase El milagro de Berna Alemania Occidental es el primer equipo que se proclama campeón habiendo perdido un encuentro (precisamente ante Hungría) y siendo segunda en su grupo. |                            |           |                       |                                                          |                                                          |

| Bandera de Alemania      |
| Campeón Alemania Federal |
| Primer título            |

| Equipo | Equipo           | Pts | PJ | PG | PE | PP | GF | GC | Dif | Rend  |
| ------ | ---------------- | --- | -- | -- | -- | -- | -- | -- | --- | ----- |
| 1      | Alemania Federal | 10  | 6  | 5  | 0  | 1  | 25 | 14 | 11  | 83,3% |
| 2      | Hungría          | 8   | 5  | 4  | 0  | 1  | 27 | 10 | 17  | 80%   |
| 3      | Austria          | 8   | 5  | 4  | 0  | 1  | 17 | 12 | 5   | 80%   |

| Equipo             | Pts | PJ | PG | PE | PP | GF | GC | Dif |
| ------------------ | --- | -- | -- | -- | -- | -- | -- | --- |
| Irlanda del Norte  | 4   | 4  | 2  | 1  | 1  | 6  | 6  | 0   |
| Alemania Federal 1 | 5   | 3  | 1  | 2  | 0  | 7  | 5  | 2   |
| Checoslovaquia     | 4   | 4  | 1  | 1  | 2  | 9  | 6  | 3   |
| Argentina          | 3   | 3  | 1  | 0  | 2  | 5  | 10 | -5  |

| Grupo A; 8 de junio de 1958, 19:00 | Argentina   | 1:3 (1:2) | Alemania Federal          | Malmö Stadion, Malmö                                       |                                                            |
|                                    | Corbatta 2' | Reporte   | Rahn 32' 79' · Seeler 40' | Asistencia: 31 156 espectadores Árbitro(s): Reginald Leafe | Asistencia: 31 156 espectadores Árbitro(s): Reginald Leafe |

| Grupo A; 11 de junio de 1958, 19:00 | Alemania Federal       | 2:2 (0:2) | Checoslovaquia                | Olympiastadion, Helsingborg                              |                                                          |
|                                     | Schäfer 59' · Rahn 70' | Reporte   | Dvořák 24' (pen.) · Zikán 43' | Asistencia: 25 000 espectadores Árbitro(s): Arthur Ellis | Asistencia: 25 000 espectadores Árbitro(s): Arthur Ellis |

| Grupo A; 15 de junio de 1958, 19:00 | Alemania Federal      | 2:2 (1:1) | Irlanda del Norte | Estadio de Malmö, Malmö                                              |                                                                      |
|                                     | Rahn 20' · Seeler 79' | Reporte   | McParland 17' 58' | Asistencia: 21 990 espectadores Árbitro(s): Fernandes Joaquim Campos | Asistencia: 21 990 espectadores Árbitro(s): Fernandes Joaquim Campos |

| Cuartos de final; 19 de junio de 1958, 19:00 | Alemania | 1:0 (1:0) | Yugoslavia | Estadio de Malmö, Malmö                                     |                                                             |
|                                              | Rahn 12' | Reporte   |            | Asistencia: 20 055 espectadores Árbitro(s): Raymon Wyssling | Asistencia: 20 055 espectadores Árbitro(s): Raymon Wyssling |

| Semifinal; 24 de junio de 1958, 19:00 | Suecia                               | 3:1 (1:1) | Alemania    | Estadio Ullevi, Gotemburgo                               |                                                          |
|                                       | Skoglund 32' · Gren 81' · Hamrin 88' | Reporte   | Schäfer 24' | Asistencia: 49 471 espectadores Árbitro(s): Istvan Zsolt | Asistencia: 49 471 espectadores Árbitro(s): Istvan Zsolt |

| Tercer lugar; 28 de junio de 1958, 17:00 | Francia                                                | 6:3 (3:1) | Alemania                                 | Estadio Ullevi, Gotemburgo                              |                                                         |
| | Fontaine 16' 36' 78' 89' · Kopa 27' (pen.) · Douis 50' | Reporte   | Cieslarczyk 18' · Rahn 52' · Schäfer 84' | Asistencia: 32 483 espectadores Árbitro(s): Juan Brozzi | Asistencia: 32 483 espectadores Árbitro(s): Juan Brozzi |
| Just Fontaine es el segundo jugador en anotar durante todos los partidos que disputó hasta el final del torneo Es también el cuarto jugador en lograr anotar 4 goles (curiosamente ante Alemania Federal). También el único en tener un alto registro de goles en un solo Mundial. |                                                        |           |                                          |                                                         |                                                         |

| Equipo | Equipo           | Pts | PJ | PG | PE | PP | GF | GC | Dif | Rend  |
| ------ | ---------------- | --- | -- | -- | -- | -- | -- | -- | --- | ----- |
| 1      | Brasil           | 11  | 6  | 5  | 1  | 0  | 16 | 4  | 12  | 91,7% |
| 2      | Suecia           | 9   | 6  | 4  | 1  | 1  | 12 | 7  | 5   | 75%   |
| 3      | Francia          | 8   | 6  | 4  | 0  | 2  | 23 | 15 | 8   | 66,7% |
| 4      | Alemania Federal | 6   | 6  | 2  | 2  | 2  | 12 | 14 | -2  | 50%   |

| Equipo           | Pts | PJ | PG | PE | PP | GF | GC | Dif |
| ---------------- | --- | -- | -- | -- | -- | -- | -- | --- |
| Alemania Federal | 5   | 3  | 2  | 1  | 0  | 4  | 1  | 3   |
| Chile            | 4   | 3  | 2  | 0  | 1  | 5  | 3  | 2   |
| Italia           | 3   | 3  | 1  | 1  | 1  | 3  | 2  | 1   |
| Suiza            | 0   | 3  | 0  | 0  | 3  | 2  | 8  | -6  |

| Grupo B; 31 de mayo de 1962, 15:00 | Alemania Federal | 0:0     | Italia | Estadio Nacional, Santiago                                  |                                                             |
|                                    |                  | Reporte |        | Asistencia: 65 440 espectadores Árbitro(s): Robert Davidson | Asistencia: 65 440 espectadores Árbitro(s): Robert Davidson |

| Grupo B; 3 de junio de 1962, 15:00 | Alemania Federal         | 2:1 (1:0) | Suiza         | Estadio Nacional, Santiago                           |                                                      |
|                                    | Bruells 45' · Seeler 59' | Reporte   | Schneiter 73' | Asistencia: 64 922 espectadores Árbitro(s): Leo Horn | Asistencia: 64 922 espectadores Árbitro(s): Leo Horn |

| Grupo B; 6 de junio de 1962, 15:00 | Alemania Federal                  | 2:0 (1:0) | Chile | Estadio Nacional, Santiago                                  |                                                             |
|                                    | Szymaniak 21' (pen.) · Seeler 82' | Reporte   |       | Asistencia: 67 224 espectadores Árbitro(s): Robert Davidson | Asistencia: 67 224 espectadores Árbitro(s): Robert Davidson |

| Cuartos de final; 10 de junio de 1962, 14:30 | Yugoslavia    | 1:0 (0:0) | Alemania Federal | Estadio Nacional, Santiago                                  |                                                             |
|                                              | Radakovic 85' | Reporte   |                  | Asistencia: 63 324 espectadores Árbitro(s): Arturo Yamasaki | Asistencia: 63 324 espectadores Árbitro(s): Arturo Yamasaki |

| Equipo | Equipo           | Pts | PJ | PG | PE | PP | GF | GC | Dif | Rend  |
| ------ | ---------------- | --- | -- | -- | -- | -- | -- | -- | --- | ----- |
| 6      | Unión Soviética  | 5   | 4  | 2  | 1  | 1  | 9  | 7  | +2  | 62,5% |
| 7      | Alemania Federal | 5   | 4  | 2  | 1  | 1  | 4  | 2  | +2  | 62,5% |
| 8      | Inglaterra       | 3   | 4  | 1  | 1  | 2  | 5  | 6  | -1  | 37,5% |

| Equipo           | Pts | PJ | PG | PE | PP | GF | GC | Dif |
| ---------------- | --- | -- | -- | -- | -- | -- | -- | --- |
| Alemania Federal | 5   | 3  | 2  | 1  | 0  | 7  | 1  | 6   |
| Argentina        | 5   | 3  | 2  | 1  | 0  | 4  | 1  | 3   |
| España           | 2   | 3  | 1  | 0  | 2  | 4  | 5  | -1  |
| Suiza            | 0   | 3  | 0  | 0  | 3  | 1  | 9  | -8  |

| Grupo B; 12 de julio de 1966, 19:30 | Alemania Federal                                       | 5:0 (3:0) | Suiza | Estadio Hillsborough, Sheffield                           |                                                           |
|                                     | Held 15' · Haller 20' 77' (pen.) · Beckenbauer 39' 52' | Reporte   |       | Asistencia: 36 127 espectadores Árbitro(s): Hugh Phillips | Asistencia: 36 127 espectadores Árbitro(s): Hugh Phillips |

| Grupo B; 16 de julio de 1966, 15:00 | Alemania Federal | 0:0     | Argentina | Villa Park, Birmingham                                         |                                                                |
|                                     |                  | Reporte |           | Asistencia: 46 587 espectadores Árbitro(s): Konstantin Zecevic | Asistencia: 46 587 espectadores Árbitro(s): Konstantin Zecevic |

| Grupo B; 20 de julio de 1966, 19:30 | Alemania Federal          | 2:1 (1:1) | España    | Villa Park, Birmingham                                      |                                                             |
|                                     | Emmerich 38' · Seeler 84' | Reporte   | Fusté 22' | Asistencia: 42 187 espectadores Árbitro(s): Armando Marques | Asistencia: 42 187 espectadores Árbitro(s): Armando Marques |

| Cuartos de final; 23 de julio de 1966, 15:00 | Alemania Federal                              | 4:0 (1:0) | Uruguay | Estadio Hillsborough, Sheffield                          |                                                          |
|                                              | Haller 11' 83' · Beckenbauer 70' · Seeler 75' | Reporte   |         | Asistencia: 40 007 espectadores Árbitro(s): James Finney | Asistencia: 40 007 espectadores Árbitro(s): James Finney |

| Semifinal; 25 de julio de 1966, 19:30 | Alemania Federal             | 2:1 (1:0) | Unión Soviética | Goodison Park, Liverpool                                      |                                                               |
|                                       | Haller 43' · Beckenbauer 67' | Reporte   | Porkujan 88'    | Asistencia: 38 273 espectadores Árbitro(s): Concetto lo Bello | Asistencia: 38 273 espectadores Árbitro(s): Concetto lo Bello |

| Final; 30 de julio de 1966, 15:00                                                                  | Inglaterra                       | 4:2 (1:1) (t. s.) | Alemania Federal       | Estadio de Wembley, Londres                                  |                                                              |
| | Hurst 18' 101' 120' · Peters 78' | Reporte           | Haller 12' · Weber 89' | Asistencia: 96 924 espectadores Árbitro(s): Gottfried Dienst | Asistencia: 96 924 espectadores Árbitro(s): Gottfried Dienst |
| Geoff Hurst fue el primer jugador en anotar un hattrick o tripleta en una final de copa del mundo. |                                  |                   |                        |                                                              |                                                              |

| Equipo | Equipo           | Pts | PJ | PG | PE | PP | GF | GC | Dif | Rend  |
| ------ | ---------------- | --- | -- | -- | -- | -- | -- | -- | --- | ----- |
| 1      | Inglaterra       | 11  | 6  | 5  | 1  | 0  | 11 | 3  | +8  | 91,7% |
| 2      | Alemania Federal | 9   | 6  | 4  | 1  | 1  | 15 | 6  | +9  | 75%   |
| 3      | Portugal         | 10  | 6  | 5  | 0  | 1  | 17 | 8  | +9  | 83,3% |

| Equipo           | Pts | PJ | PG | PE | PP | GF | GC | Dif |
| ---------------- | --- | -- | -- | -- | -- | -- | -- | --- |
| Alemania Federal | 6   | 3  | 3  | 0  | 0  | 10 | 4  | 6   |
| Perú             | 4   | 3  | 2  | 0  | 1  | 7  | 5  | 2   |
| Bulgaria         | 1   | 3  | 0  | 1  | 2  | 5  | 9  | -4  |
| Marruecos        | 1   | 3  | 0  | 1  | 2  | 2  | 6  | -4  |

| Grupo D; 3 de junio de 1970, 16:00 | Alemania Federal        | 2:1 (0:1) | Marruecos | Estadio Nou Camp, León                                         |                                                                |
|                                    | Seeler 56' · Müller 80' | Reporte   | Jarir 21' | Asistencia: 12 942 espectadores Árbitro(s): Laurens van Ravens | Asistencia: 12 942 espectadores Árbitro(s): Laurens van Ravens |

| Grupo D; 7 de junio de 1970, 12:00 | Alemania Federal                             | 5:2 (2:1) | Bulgaria                  | Estadio Nou Camp, León                                       |                                                              |
|                                    | Libuda 12' · Müller 27' 52' 88' · Seeler 70' | Reporte   | Nikodimov 12' · Kolev 89' | Asistencia: 12 710 espectadores Árbitro(s): José María Ortiz | Asistencia: 12 710 espectadores Árbitro(s): José María Ortiz |

| Grupo D; 10 de junio de 1970, 16:00 | Alemania Federal   | 3:1 (3:1) | Perú         | Estadio Nou Camp, León                                            |                                                                   |
|                                     | Müller 19' 26' 39' | Reporte   | Cubillas 44' | Asistencia: 17 875 espectadores Árbitro(s): Abel Aguilar Elizalde | Asistencia: 17 875 espectadores Árbitro(s): Abel Aguilar Elizalde |

| Cuartos de final; 14 de junio de 1970, 12:00 | Alemania Federal                           | 3:2 (0:1) (t. s.) | Inglaterra               | Estadio Nou Camp, León                                              |                                                                     |
|                                              | Beckenbauer 68' · Seeler 82' · Müller 108' | Reporte           | Mullery 31' · Peters 49' | Asistencia: 23 357 espectadores Árbitro(s): Ángel Norberto Coerezza | Asistencia: 23 357 espectadores Árbitro(s): Ángel Norberto Coerezza |

| Semifinal; 17 de junio de 1970, 16:00                                | Italia                                                 | 4:3 (1:1) (t. s.) | Alemania Federal                   | Estadio Azteca, Ciudad de México                             |                                                              |
|                                                                      | Boninsegna 8' · Burgnich 98' · Riva 104' · Rivera 111' | Reporte           | Schnellinger 90' · Müller 94' 110' | Asistencia: 102 444 espectadores Árbitro(s): Arturo Yamasaki | Asistencia: 102 444 espectadores Árbitro(s): Arturo Yamasaki |
| Considerado por muchos y negado por pocos como El Partido del Siglo. |                                                        |                   |                                    |                                                              |                                                              |

| Tercer lugar; 20 de junio de 1970, 16:00 | Alemania Federal | 1:0 (1:0) | Uruguay | Estadio Azteca, Ciudad de México                               |                                                                |
|                                          | Overath 26'      | Reporte   |         | Asistencia: 104 403 espectadores Árbitro(s): Antonio Sbardella | Asistencia: 104 403 espectadores Árbitro(s): Antonio Sbardella |

| Equipo | Equipo           | Pts | PJ | PG | PE | PP | GF | GC | Dif | Rend  |
| ------ | ---------------- | --- | -- | -- | -- | -- | -- | -- | --- | ----- |
| 1      | Brasil           | 12  | 6  | 6  | 0  | 0  | 19 | 7  | +12 | 100%  |
| 2      | Italia           | 8   | 6  | 3  | 2  | 1  | 10 | 8  | +2  | 75%   |
| 3      | Alemania Federal | 10  | 6  | 5  | 0  | 1  | 17 | 10 | +7  | 83,3% |

| Equipo               | Pts | PJ | PG | PE | PP | GF | GC | Dif |
| -------------------- | --- | -- | -- | -- | -- | -- | -- | --- |
| Alemania Democrática | 5   | 3  | 2  | 1  | 0  | 4  | 1  | 3   |
| Alemania Federal     | 4   | 3  | 2  | 0  | 1  | 4  | 1  | 3   |
| Chile                | 2   | 3  | 0  | 2  | 1  | 1  | 2  | -1  |
| Australia            | 1   | 3  | 0  | 1  | 2  | 0  | 5  | -5  |

| Grupo A; 14 de junio de 1974, 16:00                                                          | Alemania Federal | 1:0 (1:0) | Chile | Estadio Olímpico de Berlín, Berlín                        |                                                           |
|                                                                                              | Breitner 18'     | Reporte   |       | Asistencia: 83 168 espectadores Árbitro(s): Dogan Babacan | Asistencia: 83 168 espectadores Árbitro(s): Dogan Babacan |
| Carlos Caszely es el primer expulsado por el sistema de tarjeta roja instaurado por la FIFA. |                  |           |       |                                                           |                                                           |

| Grupo A; 18 de junio de 1974, 16:00 | Australia | 0:3 (0:2) | Alemania Federal                        | Volksparkstadion, Hamburgo                                |                                                           |
|                                     |           | Reporte   | Overath 12' · Cullmann 34' · Müller 53' | Asistencia: 35 000 espectadores Árbitro(s): Mostafa Kamel | Asistencia: 35 000 espectadores Árbitro(s): Mostafa Kamel |

| Grupo A; 22 de junio de 1974, 19:30 | Alemania Democrática | 1:0 (0:0) | Alemania Federal | Volksparkstadion, Hamburgo                                |                                                           |
|                                     | Sparwasser 77'       | Reporte   |                  | Asistencia: 60 350 espectadores Árbitro(s): Ramón Barreto | Asistencia: 60 350 espectadores Árbitro(s): Ramón Barreto |

| Equipo           | Pts | PJ | PG | PE | PP | GF | GC | Dif |
| ---------------- | --- | -- | -- | -- | -- | -- | -- | --- |
| Alemania Federal | 6   | 3  | 3  | 0  | 0  | 7  | 2  | 5   |
| Polonia          | 4   | 3  | 2  | 0  | 1  | 3  | 2  | 1   |
| Suecia           | 2   | 3  | 1  | 0  | 2  | 4  | 6  | -2  |
| Yugoslavia       | 0   | 3  | 0  | 0  | 3  | 2  | 6  | -4  |

| Grupo 2; 26 de junio de 1974, 16:00 | Yugoslavia | 0:2 (0:1) | Alemania Federal          | Rheinstadion, Düsseldorf                                    |                                                             |
|                                     |            | Reporte   | Breitner 39' · Müller 82' | Asistencia: 66 085 espectadores Árbitro(s): Armando Marques | Asistencia: 66 085 espectadores Árbitro(s): Armando Marques |

| Grupo 2; 30 de junio de 1974, 19:30 | Alemania Federal                                              | 4:2 (0:1) | Suecia                     | Rheinstadion, Düsseldorf                                  |                                                           |
|                                     | Overath 51' · Bonhof 52' · Grabowski 76' · Hoeness 89' (pen.) | Reporte   | Edstrom 24' · Sandberg 53' | Asistencia: 66 500 espectadores Árbitro(s): Pavel Kazakov | Asistencia: 66 500 espectadores Árbitro(s): Pavel Kazakov |

| Grupo 2; 3 de julio de 1974, 17:00 | Polonia | 0:1 (0:0) | Alemania Federal | Waldstadion, Fráncfort                                     |                                                            |
|                                    |         | Reporte   | Müller 76'       | Asistencia: 59 000 espectadores Árbitro(s): Erich Linemayr | Asistencia: 59 000 espectadores Árbitro(s): Erich Linemayr |

| Final; 7 de julio de 1974, 16:00 | Países Bajos       | 1:2 (1:2) | Alemania Federal                 | Estadio Olímpico de Múnich, Múnich                      |                                                         |
| | Neeskens 2' (pen.) | Reporte   | Breitner 25' (pen.) · Müller 43' | Asistencia: 75 200 espectadores Árbitro(s): Jack Taylor | Asistencia: 75 200 espectadores Árbitro(s): Jack Taylor |
| Por segunda vez un país es campeón habiendo perdido un encuentro siendo otra vez Alemania, curiosamente perdió frente a sí misma, o sea, fue derrotada por Alemania Democrática. Es la segunda selección en ser campeona estando segundo en su grupo. El gol de Johan Neeskens fue el primero en ser por vía penal y el gol más rápido en una final de Copa del Mundo |                    |           |                                  |                                                         |                                                         |

| Bandera de Alemania      |
| Campeón Alemania Federal |
| Segundo título           |

| Equipo | Equipo           | Pts | PJ | PG | PE | PP | GF | GC | Dif | Rend  |
| ------ | ---------------- | --- | -- | -- | -- | -- | -- | -- | --- | ----- |
| 1      | Alemania Federal | 12  | 7  | 6  | 0  | 1  | 13 | 4  | 9   | 85,7% |
| 2      | Países Bajos     | 11  | 7  | 5  | 1  | 1  | 15 | 3  | 12  | 78,6% |
| 3      | Polonia          | 12  | 7  | 6  | 0  | 1  | 16 | 5  | 11  | 85,7% |

| Equipo           | Pts | PJ | PG | PE | PP | GF | GC | Dif |
| ---------------- | --- | -- | -- | -- | -- | -- | -- | --- |
| Polonia          | 5   | 3  | 2  | 1  | 0  | 4  | 1  | 3   |
| Alemania Federal | 4   | 3  | 1  | 2  | 0  | 6  | 0  | 6   |
| Túnez            | 3   | 3  | 1  | 1  | 1  | 3  | 2  | 1   |
| México           | 0   | 3  | 0  | 0  | 3  | 2  | 12 | -10 |

| Grupo 2; 1 de junio de 1978, 15:00 | Alemania Federal | 0:0     | Polonia | Estadio Monumental, Buenos Aires                                    |                                                                     |
|                                    |                  | Reporte |         | Asistencia: 67 579 espectadores Árbitro(s): Norberto Ángel Coerezza | Asistencia: 67 579 espectadores Árbitro(s): Norberto Ángel Coerezza |

| Grupo 2; 6 de junio de 1978, 16:45 | Alemania Federal                                                   | 6:0 (4:0) | México | Estadio Olímpico de Córdoba, Córdoba                     |                                                          |
|                                    | D. Müller 15' · H. Müller 30' · Rummenigge 38' 73' · Flohe 44' 89' | Reporte   |        | Asistencia: 35 258 espectadores Árbitro(s): Farouk Bouzo | Asistencia: 35 258 espectadores Árbitro(s): Farouk Bouzo |

| Grupo 2; 10 de junio de 1978, 16:45 | Alemania Federal | 0:0     | Túnez | Estadio Olímpico de Córdoba, Córdoba                              |                                                                   |
|                                     |                  | Reporte |       | Asistencia: 30 667 espectadores Árbitro(s): César Guerrero Orozco | Asistencia: 30 667 espectadores Árbitro(s): César Guerrero Orozco |

| Equipo           | Pts | PJ | PG | PE | PP | GF | GC | Dif |
| ---------------- | --- | -- | -- | -- | -- | -- | -- | --- |
| Países Bajos     | 5   | 3  | 2  | 1  | 0  | 9  | 4  | 5   |
| Italia           | 3   | 3  | 1  | 1  | 1  | 2  | 2  | 0   |
| Alemania Federal | 2   | 3  | 0  | 2  | 1  | 4  | 5  | -1  |
| Austria          | 2   | 3  | 1  | 0  | 2  | 4  | 8  | -4  |

| Grupo A; 14 de junio de 1978, 13:45 | Alemania Federal | 0:0     | Italia | Estadio Monumental, Buenos Aires                             |                                                              |
|                                     |                  | Reporte |        | Asistencia: 67 547 espectadores Árbitro(s): Dusan Maksimovic | Asistencia: 67 547 espectadores Árbitro(s): Dusan Maksimovic |

| Grupo A; 18 de junio de 1978, 16:45 | Alemania Federal             | 2:2 (1:1) | Países Bajos                  | Estadio Olímpico de Córdoba, Córdoba                      |                                                           |
|                                     | Abramczik 3' · D. Müller 70' | Reporte   | Haan 27' · Van de Kerkhof 84' | Asistencia: 40 750 espectadores Árbitro(s): Ramón Barreto | Asistencia: 40 750 espectadores Árbitro(s): Ramón Barreto |

| Grupo A; 21 de junio de 1978, 13:45 | Austria                           | 3:2 (0:1) | Alemania Federal                | Estadio Olímpico de Córdoba, Córdoba                      |                                                           |
|                                     | Vogts 59' (a.g.) · Krankl 66' 87' | Reporte   | Rummenigge 19' · Hölzenbein 72' | Asistencia: 38 318 espectadores Árbitro(s): Abraham Klein | Asistencia: 38 318 espectadores Árbitro(s): Abraham Klein |

| Equipo | Equipo           | Pts | PJ | PG | PE | PP | GF | GC | Dif | Rend  |
| ------ | ---------------- | --- | -- | -- | -- | -- | -- | -- | --- | ----- |
| 5      | Polonia          | 7   | 6  | 3  | 1  | 2  | 6  | 6  | 0   | 58,3% |
| 6      | Alemania Federal | 6   | 6  | 1  | 4  | 1  | 10 | 5  | +5  | 50%   |
| 7      | Austria          | 6   | 6  | 3  | 0  | 3  | 7  | 10 | -3  | 50%   |

| Equipo           | Pts | PJ | PG | PE | PP | GF | GC | Dif |
| ---------------- | --- | -- | -- | -- | -- | -- | -- | --- |
| Alemania Federal | 4   | 3  | 2  | 0  | 1  | 6  | 3  | 3   |
| Austria          | 4   | 3  | 2  | 0  | 1  | 3  | 1  | 2   |
| Argelia          | 4   | 3  | 2  | 0  | 1  | 5  | 5  | 0   |
| Chile            | 0   | 3  | 0  | 0  | 3  | 3  | 8  | -5  |

| Grupo B; 16 de junio de 1982, 17:15                                                      | Alemania Federal | 1:2 (0:0) | Argelia                   | Estadio El Molinón, Gijón                                         |                                                                   |
|                                                                                          | Rummenigge 67'   | Reporte   | Madjer 54' · Belloumi 68' | Asistencia: 42 000 espectadores Árbitro(s): Enrique Labo Ravoredo | Asistencia: 42 000 espectadores Árbitro(s): Enrique Labo Ravoredo |
| Primer triunfo de un seleccionado africano sobre un europeo y también campeón del mundo. |                  |           |                           |                                                                   |                                                                   |

| Grupo B; 20 de junio de 1982, 17:15 | Alemania Federal                     | 4:1 (1:0) | Chile       | Estadio El Molinón, Gijón                                |                                                          |
|                                     | Rummenigge 9' 57' 66' · Reinders 81' | Reporte   | Moscoso 90' | Asistencia: 42 000 espectadores Árbitro(s): Bruno Galler | Asistencia: 42 000 espectadores Árbitro(s): Bruno Galler |

| Grupo B; 25 de junio de 1982, 17:15                                                                             | Alemania Federal | 1:0 (1:0) | Austria | Estadio El Molinón, Gijón                                 |                                                           |
| | Hrubesch 10'     | Reporte   |         | Asistencia: 41 000 espectadores Árbitro(s): Bob Valentine | Asistencia: 41 000 espectadores Árbitro(s): Bob Valentine |
| Considerado como el partido más polémico debido al arreglo que tuvo. Véase Alemania Federal vs. Austria (1982). |                  |           |         |                                                           |                                                           |

| Equipo     | Pts | PJ | PG | PE | PP | GF | GC | Dif |
| ---------- | --- | -- | -- | -- | -- | -- | -- | --- |
| Alemania   | 3   | 2  | 1  | 1  | 0  | 2  | 1  | 1   |
| Inglaterra | 2   | 2  | 0  | 2  | 0  | 0  | 0  | 0   |
| España     | 1   | 2  | 0  | 1  | 1  | 1  | 2  | -1  |

| Grupo 2; 29 de junio de 1982, 21:00 | Alemania Federal | 0:0     | Inglaterra | Estadio Santiago Bernabéu, Madrid                          |                                                            |
|                                     |                  | Reporte |            | Asistencia: 75 000 espectadores Árbitro(s): Arnaldo Coelho | Asistencia: 75 000 espectadores Árbitro(s): Arnaldo Coelho |

| Grupo 2; 2 de julio de 1982, 21:00 | Alemania Federal             | 2:1 (0:0) | España     | Estadio Santiago Bernabéu, Madrid                         |                                                           |
|                                    | Littbarski 50' · Fischer 75' | Reporte   | Zamora 82' | Asistencia: 90 089 espectadores Árbitro(s): Paolo Casarin | Asistencia: 90 089 espectadores Árbitro(s): Paolo Casarin |

| Semifinal; 8 de julio de 1982, 21:00                                                                                           | Alemania Federal                                                 | 3:3 (1:1, 1:1) (t. s.)(5:4 p.) | Francia                                               | Estadio Ramón Sánchez Pizjuán, Sevilla                     |                                                            |
| | Littbarski 17' · Rummenigge 102' · Fischer 108'                  | Reporte                        | Platini 26' (pen.) · Tresor 92' · Giresse 98'         | Asistencia: 70 000 espectadores Árbitro(s): Charles Corver | Asistencia: 70 000 espectadores Árbitro(s): Charles Corver |
| |                                                                  | Tiros desde el punto penal     |                                                       |                                                            |                                                            |
| | Kaltz · Breitner · Stielike · Littbarski · Rummenigge · Hrubesch |                                | Giresse · Amoros · Rocheteau · Six · Platini · Bossis |                                                            |                                                            |
| Primer partido de la Fase Final (desde semifinales) que termina en empate. Primer partido con Definición desde el punto penal. |                                                                  |                                |                                                       |                                                            |                                                            |

| Final; 11 de julio de 1982, 20:00 | Italia                                   | 3:1 (0:0) | Alemania Federal | Estadio Santiago Bernabéu, Madrid                          |                                                            |
| | Rossi 57' · Tardelli 69' · Altobelli 81' | Reporte   | Breitner 83'     | Asistencia: 90 000 espectadores Árbitro(s): Arnaldo Coelho | Asistencia: 90 000 espectadores Árbitro(s): Arnaldo Coelho |
| Antonio Cabrini es el primer y único jugador en fallar un penal en una final de copa del mundo. Con 40 años Dino Zoff es el jugador más longevo en ser campeón del mundo. |                                          |           |                  |                                                            |                                                            |

| Equipo | Equipo           | Pts | PJ | PG | PE | PP | GF | GC | Dif | Rend  |
| ------ | ---------------- | --- | -- | -- | -- | -- | -- | -- | --- | ----- |
| 1      | Italia           | 11  | 7  | 4  | 3  | 0  | 12 | 6  | +6  | 78,6% |
| 2      | Alemania Federal | 8   | 7  | 3  | 2  | 2  | 12 | 10 | +2  | 57,1% |
| 3      | Polonia          | 9   | 7  | 3  | 3  | 1  | 11 | 5  | +6  | 64,3% |

| Equipo           | Pts | PJ | PG | PE | PP | GF | GC | Dif |
| ---------------- | --- | -- | -- | -- | -- | -- | -- | --- |
| Dinamarca        | 6   | 3  | 3  | 0  | 0  | 9  | 1  | 8   |
| Alemania Federal | 4   | 3  | 1  | 1  | 1  | 3  | 4  | -1  |
| Uruguay          | 2   | 3  | 0  | 2  | 1  | 2  | 7  | -5  |
| Escocia          | 1   | 3  | 0  | 1  | 2  | 1  | 3  | -2  |

| Grupo E; 4 de junio de 1986, 12:00 | Uruguay      | 1:1 (1:0) | Alemania Federal | Estadio Corregidora, Querétaro                               |                                                              |
|                                    | Alzamendi 4' | Reporte   | Allofs 84'       | Asistencia: 30 500 espectadores Árbitro(s): Vojtech Christov | Asistencia: 30 500 espectadores Árbitro(s): Vojtech Christov |

| Grupo E; 8 de junio de 1986, 12:00 | Alemania Federal        | 2:1 (1:1) | Escocia      | Estadio Corregidora, Querétaro                        |                                                       |
|                                    | Völler 23' · Allofs 49' | Reporte   | Strachan 18' | Asistencia: 30 000 espectadores Árbitro(s): Ioan Igna | Asistencia: 30 000 espectadores Árbitro(s): Ioan Igna |

| Grupo E; 13 de junio de 1986, 12:00 | Dinamarca                      | 2:0 (1:0) | Alemania Federal | Estadio Corregidora, Querétaro                            |                                                           |
|                                     | Olsen 43' (pen.) · Eriksen 62' | Reporte   |                  | Asistencia: 36 000 espectadores Árbitro(s): Alexis Ponnet | Asistencia: 36 000 espectadores Árbitro(s): Alexis Ponnet |

| Octavos de final; 17 de junio de 1986, 16:00 | Marruecos | 0:1 (0:0) | Alemania Federal | Estadio Universitario, Monterrey                           |                                                            |
|                                              |           | Reporte   | Matthäus 88'     | Asistencia: 19 800 espectadores Árbitro(s): Zoran Petrovic | Asistencia: 19 800 espectadores Árbitro(s): Zoran Petrovic |

| Cuartos de final; 21 de junio de 1986, 16:00             | Alemania Federal                        | 0:0 (t. s.)(4:1 p.)        | México                      | Estadio Universitario, Monterrey                                |                                                                 |
|                                                          |                                         | Reporte                    |                             | Asistencia: 41 700 espectadores Árbitro(s): Jesús Díaz Palacios | Asistencia: 41 700 espectadores Árbitro(s): Jesús Díaz Palacios |
|                                                          |                                         | Tiros desde el punto penal |                             |                                                                 |                                                                 |
|                                                          | Allofs · Brehme · Matthäus · Littbarski |                            | Negrete · Quirarte · Servín |                                                                 |                                                                 |
| Primer partido de la Segunda Fase que termina sin goles. |                                         |                            |                             |                                                                 |                                                                 |

| Semifinal; 25 de junio de 1986, 12:00 | Francia | 0:2 (0:1) | Alemania Federal       | Estadio Jalisco, Guadalajara                              |                                                           |
|                                       |         | Reporte   | Brehme 9' · Völler 89' | Asistencia: 45 000 espectadores Árbitro(s): Luigi Agnolin | Asistencia: 45 000 espectadores Árbitro(s): Luigi Agnolin |

| Final; 29 de junio de 1986, 12:00 | Argentina                                | 3:2 (1:0) | Alemania Federal            | Estadio Azteca, Ciudad de México                                  |                                                                   |
|                                   | Brown 23' · Valdano 55' · Burruchaga 83' | Reporte   | Rummenigge 73' · Völler 80' | Asistencia: 114 600 espectadores Árbitro(s): Romualdo Arppi Filho | Asistencia: 114 600 espectadores Árbitro(s): Romualdo Arppi Filho |

| Equipo | Equipo           | Pts | PJ | PG | PE | PP | GF | GC | Dif | Rend  |
| ------ | ---------------- | --- | -- | -- | -- | -- | -- | -- | --- | ----- |
| 1      | Argentina        | 13  | 7  | 6  | 1  | 0  | 14 | 5  | +9  | 90,5% |
| 2      | Alemania Federal | 8   | 7  | 3  | 2  | 2  | 8  | 7  | +1  | 57,1% |
| 3      | Francia          | 10  | 7  | 4  | 2  | 1  | 12 | 6  | +6  | 71,4% |

| Equipo                 | Pts | PJ | PG | PE | PP | GF | GC | Dif |
| ---------------------- | --- | -- | -- | -- | -- | -- | -- | --- |
| Alemania Federal       | 5   | 3  | 2  | 1  | 0  | 10 | 3  | 7   |
| Yugoslavia             | 4   | 3  | 2  | 0  | 1  | 6  | 5  | 1   |
| Colombia               | 3   | 3  | 1  | 1  | 1  | 3  | 2  | 1   |
| Emiratos Árabes Unidos | 0   | 3  | 0  | 0  | 3  | 2  | 11 | -9  |

| Grupo D; 10 de junio de 1990, 21:00 | Alemania Federal                              | 4:1 (2:0) | Yugoslavia | Stadio Giuseppe Meazza, Milán                               |                                                             |
|                                     | Matthäus 28' 65' · Klinsmann 39' · Völler 71' | Reporte   | Jozić 55'  | Asistencia: 74 765 espectadores Árbitro(s): Peter Mikkelsen | Asistencia: 74 765 espectadores Árbitro(s): Peter Mikkelsen |

| Grupo D; 15 de junio de 1990, 21:00 | Alemania Federal                                         | 5:1 (2:0) | Emiratos Árabes Unidos | Stadio Giuseppe Meazza, Milán                             |                                                           |
|                                     | Völler 35' 75' · Klinsmann 36' · Matthäus 47' · Bein 59' | Reporte   | Mubarak 46'            | Asistencia: 71 169 espectadores Árbitro(s): Alexei Spirin | Asistencia: 71 169 espectadores Árbitro(s): Alexei Spirin |

| Grupo D; 19 de junio de 1990, 17:00          | Alemania Federal | 1:1 (0:0) | Colombia     | Stadio Giuseppe Meazza, Milán                           |                                                         |
|                                              | Littbarski 88'   | Reporte   | Rincón 90+2' | Asistencia: 72 510 espectadores Árbitro(s): Alan Snoddy | Asistencia: 72 510 espectadores Árbitro(s): Alan Snoddy |
| Primera Clasificación a Octavos de Colombia. |                  |           |              |                                                         |                                                         |

| Octavos de final; 24 de junio de 1990, 21:00 | Alemania Federal           | 2:1 (0:0) | Países Bajos      | Stadio Giuseppe Meazza, Milán                                   |                                                                 |
|                                              | Klinsmann 51' · Brehme 82' | Reporte   | Koeman 89' (pen.) | Asistencia: 74 559 espectadores Árbitro(s): Juan Carlos Loustau | Asistencia: 74 559 espectadores Árbitro(s): Juan Carlos Loustau |

| Cuartos de final; 1 de julio de 1990, 17:00                          | Checoslovaquia | 0:1 (0:1) | Alemania Federal    | Stadio Giuseppe Meazza, Milán                           |                                                         |
|                                                                      |                | Reporte   | Matthäus 25' (pen.) | Asistencia: 73 347 espectadores Árbitro(s): Helmut Kohl | Asistencia: 73 347 espectadores Árbitro(s): Helmut Kohl |
| Último partido de Checoslovaquia antes de su desintegración en 1992. |                |           |                     |                                                         |                                                         |

| Semifinal; 4 de julio de 1990, 20:00 | Alemania Federal                  | 1:1 (0:0, 1:1) (t. s.)(4:3 p.) | Inglaterra                                    | Stadio delle Alpi, Turín                                        |                                                                 |
|                                      | Brehme 60'                        | Reporte                        | Lineker 80'                                   | Asistencia: 62 628 espectadores Árbitro(s): José Roberto Wright | Asistencia: 62 628 espectadores Árbitro(s): José Roberto Wright |
|                                      |                                   | Tiros desde el punto penal     |                                               |                                                                 |                                                                 |
|                                      | Brehme · Matthäus · Riedle · Thon |                                | Lineker · Beardsley · Platt · Pearce · Waddle |                                                                 |                                                                 |

| Final; 8 de julio de 1990, 20:00 | Argentina | 0:1 (0:0) | Alemania Federal  | Stadio Olimpico di Roma, Roma                               |                                                             |
| |           | Reporte   | Brehme 87' (pen.) | Asistencia: 73 603 espectadores Árbitro(s): Edgardo Codesal | Asistencia: 73 603 espectadores Árbitro(s): Edgardo Codesal |
| Último partido de Alemania Federal, meses después las 2 Alemanias se unificarían para ser solo una Alemania. Por primera vez se repite una final consecutivamente. |           |           |                   |                                                             |                                                             |

| Bandera de Alemania      |
| Campeón Alemania Federal |
| Tercer título            |

| Equipo | Equipo           | Pts | PJ | PG | PE | PP | GF | GC | Dif | Rend  |
| ------ | ---------------- | --- | -- | -- | -- | -- | -- | -- | --- | ----- |
| 1      | Alemania Federal | 12  | 7  | 5  | 2  | 0  | 15 | 5  | 10  | 85,7% |
| 2      | Argentina        | 7   | 7  | 2  | 3  | 2  | 5  | 4  | 1   | 40%   |
| 3      | Italia           | 13  | 7  | 6  | 1  | 0  | 10 | 2  | 8   | 92,9% |

| Equipo        | Pts | PJ | PG | PE | PP | GF | GC | Dif |
| ------------- | --- | -- | -- | -- | -- | -- | -- | --- |
| Alemania      | 7   | 3  | 2  | 1  | 0  | 5  | 3  | 2   |
| España        | 5   | 3  | 1  | 2  | 0  | 6  | 4  | 2   |
| Corea del Sur | 2   | 3  | 0  | 2  | 1  | 4  | 5  | -1  |
| Bolivia       | 1   | 3  | 0  | 1  | 2  | 1  | 4  | -3  |

| Grupo C; 17 de junio de 1994, 14:00 | Alemania      | 1:0 (0:0) | Bolivia | Soldier Field, Chicago                                    |                                                           |
|                                     | Klinsmann 61' | Reporte   |         | Asistencia: 63 117 espectadores Árbitro(s): Arturo Brizio | Asistencia: 63 117 espectadores Árbitro(s): Arturo Brizio |

| Grupo C; 21 de junio de 1994, 15:00 | Alemania      | 1:1 (0:1) | España         | Soldier Field, Chicago                                      |                                                             |
|                                     | Klinsmann 48' | Reporte   | Goikoetxea 14' | Asistencia: 63 113 espectadores Árbitro(s): Ernesto Filippi | Asistencia: 63 113 espectadores Árbitro(s): Ernesto Filippi |

| Grupo C; 27 de junio de 1994, 15:00 | Alemania                       | 3:2 (3:0) | Corea del Sur                  | Estadio Cotton Bowl, Dallas                              |                                                          |
|                                     | Klinsmann 12' 37' · Riedle 20' | Reporte   | S.H. Hwang 52' · M.B. Hong 63' | Asistencia: 63 998 espectadores Árbitro(s): Joël Quiniou | Asistencia: 63 998 espectadores Árbitro(s): Joël Quiniou |

| Octavos de final; 2 de julio de 1994, 12:00 | Alemania                      | 3:2 (3:1) | Bélgica              | Soldier Field, Chicago                                         |                                                                |
|                                             | Völler 6' 40' · Klinsmann 11' | Reporte   | Grun 8' · Albert 90' | Asistencia: 60 246 espectadores Árbitro(s): Kurt Röthlisberger | Asistencia: 60 246 espectadores Árbitro(s): Kurt Röthlisberger |

| Cuartos de final; 10 de julio de 1994, 12:00                      | Bulgaria                     | 2:1 (0:0) | Alemania            | Giants Stadium, Nueva York                                     |                                                                |
|                                                                   | Stoichkov 75' · Letchkov 78' | Reporte   | Matthäus 47' (pen.) | Asistencia: 72 000 espectadores Árbitro(s): José Torres Cadena | Asistencia: 72 000 espectadores Árbitro(s): José Torres Cadena |
| Primera vez que Bulgaria Clasifica a una Semifinal en un Mundial. |                              |           |                     |                                                                |                                                                |

| Equipo | Equipo   | Pts | PJ | PG | PE | PP | GF | GC | Dif | Rend  |
| ------ | -------- | --- | -- | -- | -- | -- | -- | -- | --- | ----- |
| 4      | Bulgaria | 10  | 7  | 3  | 1  | 3  | 10 | 11 | -1  | 47,6% |
| 5      | Alemania | 10  | 5  | 3  | 1  | 1  | 9  | 7  | 2   | 66,7% |
| 6      | Rumania  | 10  | 5  | 3  | 1  | 1  | 10 | 9  | 1   | 66,7% |

| Equipo         | Pts | PJ | PG | PE | PP | GF | GC | Dif |
| -------------- | --- | -- | -- | -- | -- | -- | -- | --- |
| Alemania       | 7   | 3  | 2  | 1  | 0  | 6  | 2  | 4   |
| Yugoslavia     | 7   | 3  | 2  | 1  | 0  | 4  | 2  | 2   |
| Irán           | 3   | 3  | 1  | 0  | 2  | 2  | 4  | -2  |
| Estados Unidos | 0   | 3  | 0  | 0  | 3  | 1  | 5  | -4  |

| Grupo F; 15 de junio de 1998, 21:00 | Alemania                  | 2:0 (1:0) | Estados Unidos | Parque de los Príncipes, París                           |                                                          |
|                                     | Möller 8' · Klinsmann 64' | Reporte   |                | Asistencia: 45 500 espectadores Árbitro(s): Said Belqola | Asistencia: 45 500 espectadores Árbitro(s): Said Belqola |

| Grupo F; 21 de junio de 1998, 14:30 | Alemania                             | 2:2 (0:1) | RF Yugoslavia                 | Stade Félix Bollaert, Lens                                     |                                                                |
|                                     | Mihajlović 73' (a.g.) · Bierhoff 80' | Reporte   | Stanković 13' · Stojković 54' | Asistencia: 38 100 espectadores Árbitro(s): Kim Milton Nielsen | Asistencia: 38 100 espectadores Árbitro(s): Kim Milton Nielsen |

| Grupo F; 25 de junio de 1998, 21:00 | Alemania                     | 2:0 (0:0) | Irán | Stade de la Mosson, Montpellier                               |                                                               |
|                                     | Bierhoff 50' · Klinsmann 57' | Reporte   |      | Asistencia: 29 800 espectadores Árbitro(s): Epifanio González | Asistencia: 29 800 espectadores Árbitro(s): Epifanio González |

| Octavos de final; 29 de junio de 1998, 16:30 | Alemania                     | 2:1 (0:0) | México        | Stade de la Mosson, Montpellier                                |                                                                |
|                                              | Klinsmann 75' · Bierhoff 86' | Reporte   | Hernández 47' | Asistencia: 29 800 espectadores Árbitro(s): Vítor Melo Pereira | Asistencia: 29 800 espectadores Árbitro(s): Vítor Melo Pereira |

| Cuartos de final; 4 de julio de 1998, 21:00 | Alemania | 0:3 (0:1) | Croacia                               | Stade Gerland, Lyon                                       |                                                           |
|                                             |          | Reporte   | Jarni 45+3' · Vlaović 80' · Šuker 85' | Asistencia: 39 100 espectadores Árbitro(s): Rune Pedersen | Asistencia: 39 100 espectadores Árbitro(s): Rune Pedersen |

| Equipo | Equipo    | Pts | PJ | PG | PE | PP | GF | GC | Dif | Rend  |
| ------ | --------- | --- | -- | -- | -- | -- | -- | -- | --- | ----- |
| 6      | Argentina | 10  | 5  | 3  | 1  | 1  | 10 | 4  | 6   | 66,7% |
| 7      | Alemania  | 10  | 5  | 3  | 1  | 1  | 8  | 6  | 2   | 66,7% |
| 8      | Dinamarca | 7   | 5  | 2  | 1  | 2  | 9  | 7  | 2   | 46,7% |

| Equipo         | Pts | PJ | PG | PE | PP | GF | GC | Dif |
| -------------- | --- | -- | -- | -- | -- | -- | -- | --- |
| Alemania       | 7   | 3  | 2  | 1  | 0  | 11 | 1  | 10  |
| Irlanda        | 5   | 3  | 1  | 2  | 0  | 5  | 2  | 3   |
| Camerún        | 4   | 3  | 1  | 1  | 1  | 2  | 3  | -1  |
| Arabia Saudita | 0   | 3  | 0  | 0  | 3  | 0  | 12 | -12 |

| Grupo E; 1 de junio de 2002, 20:30 | Alemania                                                                                     | 8:0 (4:0) | Arabia Saudita | Sapporo Dome, Sapporo                                     |                                                           |
|                                    | Klose 20' 25' 70' · Ballack 40' · Jancker 45+1' · Linke 73' · Bierhoff 84' · Schneider 90+1' | Reporte   |                | Asistencia: 32 218 espectadores Árbitro(s): Ubaldo Aquino | Asistencia: 32 218 espectadores Árbitro(s): Ubaldo Aquino |

| Grupo E; 5 de junio de 2002, 20:30 | Alemania  | 1:1 (1:0) | Irlanda     | Estadio Kashima, Ibaraki                                       |                                                                |
|                                    | Klose 19' | Reporte   | Keane 90+2' | Asistencia: 35 854 espectadores Árbitro(s): Kim Milton Nielsen | Asistencia: 35 854 espectadores Árbitro(s): Kim Milton Nielsen |

| Grupo E; 11 de junio de 2002, 20:30 | Camerún | 0:2 (0:0) | Alemania             | Estadio Ecopa, Shizuoka                                         |                                                                 |
|                                     |         | Reporte   | Bode 50' · Klose 79' | Asistencia: 47 085 espectadores Árbitro(s): Antonio López Nieto | Asistencia: 47 085 espectadores Árbitro(s): Antonio López Nieto |

| Octavos de final; 15 de junio de 2002, 15:30 | Alemania       | 1:0 (0:0) | Paraguay | Estadio Mundialista de Jeju, Seogwipo                     |                                                           |
|                                              | Neuville 90+1' | Reporte   |          | Asistencia: 25 176 espectadores Árbitro(s): Carlos Batres | Asistencia: 25 176 espectadores Árbitro(s): Carlos Batres |

| Cuartos de final; 21 de junio de 2002, 20:30 | Alemania    | 1:0 (1:0) | Estados Unidos | Estadio Munsu, Ulsan                                    |                                                         |
|                                              | Ballack 39' | Reporte   |                | Asistencia: 37 337 espectadores Árbitro(s): Hugh Dallas | Asistencia: 37 337 espectadores Árbitro(s): Hugh Dallas |

| Semifinal; 25 de junio de 2002, 20:30 | Alemania    | 1:0 (0:0) | Corea del Sur | Estadio Mundialista, Seúl                             |                                                       |
|                                       | Ballack 75' | Reporte   |               | Asistencia: 65 256 espectadores Árbitro(s): Urs Meier | Asistencia: 65 256 espectadores Árbitro(s): Urs Meier |

| Final; 30 de junio de 2002, 20:00 | Alemania | 0:2 (0:0) | Brasil          | Estadio Internacional, Yokohama                               |                                                               |
|                                   |          | Reporte   | Ronaldo 67' 79' | Asistencia: 69 029 espectadores Árbitro(s): Pierluigi Collina | Asistencia: 69 029 espectadores Árbitro(s): Pierluigi Collina |

| Equipo | Equipo   | Pts | PJ | PG | PE | PP | GF | GC | Dif | Rend  |
| ------ | -------- | --- | -- | -- | -- | -- | -- | -- | --- | ----- |
| 1      | Brasil   | 21  | 7  | 7  | 0  | 0  | 18 | 4  | 14  | 100%  |
| 2      | Alemania | 16  | 7  | 5  | 1  | 1  | 14 | 3  | 11  | 76,2% |
| 3      | Turquía  | 13  | 7  | 4  | 1  | 2  | 10 | 6  | 4   | 61,9% |

| Equipo     | Pts | PJ | PG | PE | PP | GF | GC | Dif |
| ---------- | --- | -- | -- | -- | -- | -- | -- | --- |
| Alemania   | 9   | 3  | 3  | 0  | 0  | 8  | 2  | 6   |
| Ecuador    | 6   | 3  | 2  | 0  | 1  | 5  | 3  | 2   |
| Polonia    | 3   | 3  | 1  | 0  | 2  | 2  | 4  | -2  |
| Costa Rica | 0   | 3  | 0  | 0  | 3  | 3  | 9  | -6  |

| Grupo A; 9 de junio de 2006, 18:00 | Alemania                             | 4:2 (2:1) | Costa Rica       | Est. de la Copa Mundial, Múnich                              |                                                              |
|                                    | Lahm 6' · Klose 17' 61' · Frings 87' | Reporte   | Wanchope 12' 73' | Asistencia: 66 000 espectadores Árbitro(s): Horacio Elizondo | Asistencia: 66 000 espectadores Árbitro(s): Horacio Elizondo |

| Grupo A; 14 de junio de 2006, 21:00 | Alemania       | 1:0 (0:0) | Polonia | Est. de la Copa Mundial, Dortmund                                 |                                                                   |
|                                     | Neuville 90+1' | Reporte   |         | Asistencia: 65 000 espectadores Árbitro(s): Luis Medina Cantalejo | Asistencia: 65 000 espectadores Árbitro(s): Luis Medina Cantalejo |

| Grupo A; 20 de junio de 2006, 16:00 | Ecuador | 0:3 (0:2) | Alemania                    | Estadio Olímpico, Berlín                                    |                                                             |
|                                     |         |           | Klose 4' 44' · Podolski 57' | Asistencia: 72 000 espectadores Árbitro(s): Valentín Ivanov | Asistencia: 72 000 espectadores Árbitro(s): Valentín Ivanov |

| Octavos de final; 24 de junio de 2006, 17:00 | Alemania        | 2:0 (2:0) | Suecia | Est. de la Copa Mundial, Múnich                          |                                                          |
|                                              | Podolski 4' 12' | Reporte   |        | Asistencia: 66 000 espectadores Árbitro(s): Carlos Simon | Asistencia: 66 000 espectadores Árbitro(s): Carlos Simon |

| Cuartos de final; 30 de junio de 2006, 17:00 | Alemania                                 | 1:1 (1:1, 0:0) (t. s.)(4:2 p.) | Argentina                            | Estadio Olímpico de Berlín, Berlín                       |                                                          |
|                                              | Klose 80'                                | Reporte                        | Ayala 49'                            | Asistencia: 72 000 espectadores Árbitro(s): Ľuboš Micheľ | Asistencia: 72 000 espectadores Árbitro(s): Ľuboš Micheľ |
|                                              |                                          | Tiros desde el punto penal     |                                      |                                                          |                                                          |
|                                              | Neuville · Ballack · Podolski · Borowski |                                | Cruz · Ayala · Rodríguez · Cambiasso |                                                          |                                                          |

| Semifinal; 4 de julio de 2006, 21:00 | Alemania | 0:2 (0:0) (t. s.) | Italia                          | Est. de la Copa Mundial, Dortmund                             |                                                               |
|                                      |          | Reporte           | Grosso 119' · Del Piero 120'+1' | Asistencia: 65 000 espectadores Árbitro(s): Armando Archundia | Asistencia: 65 000 espectadores Árbitro(s): Armando Archundia |

| Tercer lugar; 8 de julio de 2006, 21:00 | Alemania                                  | 3:1 (0:0) | Portugal  | Gottlieb-Daimler-Stadion, Stuttgart                       |                                                           |
|                                         | Schweinsteiger 56' 78' · Petit 60' (a.g.) | Reporte   | Gomes 88' | Asistencia: 52 000 espectadores Árbitro(s): Toru Kamikawa | Asistencia: 52 000 espectadores Árbitro(s): Toru Kamikawa |

| Equipo | Equipo   | Pts | PJ | PG | PE | PP | GF | GC | Dif | Rend  |
| ------ | -------- | --- | -- | -- | -- | -- | -- | -- | --- | ----- |
| 1      | Italia   | 17  | 7  | 5  | 2  | 0  | 12 | 2  | +10 | 80,9% |
| 2      | Francia  | 15  | 7  | 4  | 3  | 0  | 9  | 3  | +6  | 71,4% |
| 3      | Alemania | 16  | 7  | 5  | 1  | 1  | 14 | 6  | +8  | 76,2% |

| Equipo    | Pts | PJ | PG | PE | PP | GF | GC | Dif |
| --------- | --- | -- | -- | -- | -- | -- | -- | --- |
| Alemania  | 6   | 3  | 2  | 0  | 1  | 5  | 1  | 4   |
| Ghana     | 4   | 3  | 1  | 1  | 1  | 2  | 2  | 0   |
| Australia | 4   | 3  | 1  | 1  | 1  | 3  | 6  | -3  |
| Serbia    | 3   | 3  | 1  | 0  | 2  | 2  | 3  | -1  |

| Grupo D; 13 de junio de 2010, 20:30                 | Alemania                                         | 4:0 (2:0) | Australia | Estadio Moses Mabhida, Durban                               |                                                             |
|                                                     | Podolski 8' · Klose 26' · Müller 68' · Cacau 70' | Reporte   |           | Asistencia: 62 660 espectadores Árbitro(s): Marco Rodríguez | Asistencia: 62 660 espectadores Árbitro(s): Marco Rodríguez |
| Primer partido de Australia como miembro de la AFC. |                                                  |           |           |                                                             |                                                             |

| Grupo D; 18 de junio de 2010, 13:30 | Alemania | 0:1 (0:1) | Serbia        | Estadio Nelson Mandela Bay, Puerto Elizabeth                |                                                             |
|                                     |          | Reporte   | Jovanović 38' | Asistencia: 38 294 espectadores Árbitro(s): Alberto Undiano | Asistencia: 38 294 espectadores Árbitro(s): Alberto Undiano |

| Grupo D; 23 de junio de 2010, 20:30                                                                                    | Ghana | 0:1 (0:0) | Alemania | Estadio Soccer City, Johannesburgo                       |                                                          |
| |       | Reporte   | Özil 60' | Asistencia: 83 391 espectadores Árbitro(s): Carlos Simon | Asistencia: 83 391 espectadores Árbitro(s): Carlos Simon |
| Este es el primer partido en una copa del mundo en el que dos hermanos se enfrentan jugando para dos países distintos. |       |           |          |                                                          |                                                          |

| Octavos de final; 27 de junio de 2010, 16:00 | Alemania                                  | 4:1 (2:1) | Inglaterra | Estadio Free State, Bloemfontein                            |                                                             |
|                                              | Klose 20' · Podolski 32' · Müller 67' 70' | Reporte   | Upson 37'  | Asistencia: 40 510 espectadores Árbitro(s): Jorge Larrionda | Asistencia: 40 510 espectadores Árbitro(s): Jorge Larrionda |

| Cuartos de final; 3 de julio de 2010, 16:00 | Argentina | 0:4 (0:1) | Alemania                                  | Estadio Green Point, Ciudad del Cabo                        |                                                             |
|                                             |           | Reporte   | Müller 3' · Klose 68' 89' · Friedrich 74' | Asistencia: 64 100 espectadores Árbitro(s): Ravshan Irmatov | Asistencia: 64 100 espectadores Árbitro(s): Ravshan Irmatov |

| Semifinal; 7 de julio de 2010, 20:30 | Alemania | 0:1 (0:0) | España    | Estadio Moses Mabhida, Durban                             |                                                           |
|                                      |          | Reporte   | Puyol 73' | Asistencia: 60 960 espectadores Árbitro(s): Viktor Kassai | Asistencia: 60 960 espectadores Árbitro(s): Viktor Kassai |

| Tercer lugar; 10 de julio de 2010, 20:30 | Uruguay                 | 2:3 (1:1) | Alemania                              | Estadio Nelson Mandela Bay, Puerto Elizabeth                  |                                                               |
|                                          | Cavani 28' · Forlán 51' | Reporte   | Müller 19' · Jansen 56' · Khedira 82' | Asistencia: 36 254 espectadores Árbitro(s): Armando Archundia | Asistencia: 36 254 espectadores Árbitro(s): Armando Archundia |

| Equipo | Equipo       | Pts | PJ | PG | PE | PP | GF | GC | Dif | Rend  |
| ------ | ------------ | --- | -- | -- | -- | -- | -- | -- | --- | ----- |
| 1      | España       | 18  | 7  | 6  | 0  | 1  | 8  | 2  | 6   | 85,7% |
| 2      | Países Bajos | 18  | 7  | 6  | 0  | 1  | 12 | 6  | 6   | 85,7% |
| 3      | Alemania     | 15  | 7  | 5  | 0  | 2  | 16 | 5  | 11  | 71,4% |

| Equipo         | Pts | PJ | PG | PE | PP | GF | GC | Dif |
| -------------- | --- | -- | -- | -- | -- | -- | -- | --- |
| Alemania       | 7   | 3  | 2  | 1  | 0  | 7  | 2  | 5   |
| Estados Unidos | 4   | 3  | 1  | 1  | 1  | 4  | 4  | 0   |
| Portugal       | 4   | 3  | 1  | 1  | 1  | 4  | 7  | -3  |
| Ghana          | 1   | 3  | 0  | 1  | 2  | 4  | 6  | -2  |

| Grupo G; 16 de junio de 2014, 13:00 | Alemania                                   | 4:0 (3:0) | Portugal | Arena Fonte Nova, Salvador de Bahía                       |                                                           |
|                                     | Müller 12' (pen.) 45'+1' 78' · Hummels 32' | Reporte   |          | Asistencia: 51 081 espectadores Árbitro(s): Milorad Mažić | Asistencia: 51 081 espectadores Árbitro(s): Milorad Mažić |

| Grupo G; 21 de junio de 2014, 16:00 | Alemania              | 2:2 (0:0) | Ghana                  | Estadio Castelão, Fortaleza                              |                                                          |
|                                     | Götze 51' · Klose 71' | Reporte   | A. Ayew 54' · Gyan 63' | Asistencia: 59 621 espectadores Árbitro(s): Sandro Ricci | Asistencia: 59 621 espectadores Árbitro(s): Sandro Ricci |

| Grupo G; 26 de junio de 2014, 13:00 | Estados Unidos | 0:1 (0:0) | Alemania   | Arena Pernambuco, Recife                                    |                                                             |
|                                     |                | Reporte   | Müller 55' | Asistencia: 41 876 espectadores Árbitro(s): Ravshan Irmatov | Asistencia: 41 876 espectadores Árbitro(s): Ravshan Irmatov |

| Octavos de final; 30 de junio de 2014, 17:00 | Alemania                 | 2:1 (0:0, 0:0) (t. s.) | Argelia        | Estadio Beira-Rio, Porto Alegre                          |                                                          |
|                                              | Schürrle 92' · Özil 119' | Reporte                | Djabou 120'+1' | Asistencia: 43 063 espectadores Árbitro(s): Sandro Ricci | Asistencia: 43 063 espectadores Árbitro(s): Sandro Ricci |

| Cuartos de final; 4 de julio de 2014, 13:00 | Francia | 0:1 (0:1) | Alemania    | Estadio Maracaná, Río de Janeiro                          |                                                           |
|                                             |         | Reporte   | Hummels 13' | Asistencia: 74 240 espectadores Árbitro(s): Néstor Pitana | Asistencia: 74 240 espectadores Árbitro(s): Néstor Pitana |

| Semifinal; 8 de julio de 2014, 17:00 | Brasil    | 1:7 (0:5) | Alemania                                                                | Estadio Mineirão, Belo Horizonte                            |                                                             |
|                                      | Oscar 90' | Reporte   | Müller 11' · Klose 22' · Kroos 25' 26' · Khedira 29' · Schürrle 69' 79' | Asistencia: 58 141 espectadores Árbitro(s): Marco Rodríguez | Asistencia: 58 141 espectadores Árbitro(s): Marco Rodríguez |
| Para más detalle véase Maracanazo    |           |           |                                                                         |                                                             |                                                             |

| Final; 13 de julio de 2014, 16:00 | Alemania   | 1:0 (0:0, 0:0) (t. s.) | Argentina | Estadio Maracaná, Río de Janeiro                           |                                                            |
|                                   | Gotze 113' | Reporte                |           | Asistencia: 74 738 espectadores Árbitro(s): Nicola Rizzoli | Asistencia: 74 738 espectadores Árbitro(s): Nicola Rizzoli |

| Bandera de Alemania |
| Campeón Alemania    |
| Cuarto título       |

| Pos. | Equipo       | Pts | PJ | PG | PE | PP | GF | GC | Dif. | Rend. |
| ---- | ------------ | --- | -- | -- | -- | -- | -- | -- | ---- | ----- |
| 1    | Alemania     | 19  | 7  | 6  | 1  | 0  | 18 | 4  | 14   | 90,5% |
| 2    | Argentina    | 16  | 7  | 5  | 1  | 1  | 8  | 4  | 4    | 76,2% |
| 3    | Países Bajos | 17  | 7  | 5  | 2  | 0  | 15 | 4  | 11   | 80,9% |

| Equipo        | Pts | PJ | PG | PE | PP | GF | GC | Dif |
| ------------- | --- | -- | -- | -- | -- | -- | -- | --- |
| Suecia        | 7   | 3  | 2  | 0  | 1  | 5  | 2  | 3   |
| México        | 4   | 3  | 2  | 0  | 1  | 3  | 4  | -1  |
| Corea del Sur | 3   | 3  | 1  | 0  | 2  | 3  | 3  | 0   |
| Alemania      | 2   | 3  | 1  | 0  | 2  | 2  | 4  | -2  |

| Grupo F; 17 de junio de 2018, 18:00 | Alemania | 0:1 (0:1) | México     | Estadio Olímpico Luzhnikí, Moscú                            |                                                             |
|                                     |          | Reporte   | Lozano 35' | Asistencia: 78 011 espectadores Árbitro(s): Alireza Faghani | Asistencia: 78 011 espectadores Árbitro(s): Alireza Faghani |

| Grupo F; 23 de junio de 2018, 18:00 | Alemania               | 2:1 (0:1) | Suecia       | Estadio Fisht, Sochi                                         |                                                              |
|                                     | Reus 48' · Kroos 90+5' | Reporte   | Toivonen 32' | Asistencia: 44 287 espectadores Árbitro(s): Szymon Marciniak | Asistencia: 44 287 espectadores Árbitro(s): Szymon Marciniak |

| Grupo F; 27 de junio de 2018, 17:00 | Corea del Sur                    | 2:0 (0:0) | Alemania | Kazán Arena, Kazán                                      |                                                         |
|                                     | Kim Young-Gwon 90+3' · Son 90+6' | Reporte   |          | Asistencia: 41 835 espectadores Árbitro(s): Mark Geiger | Asistencia: 41 835 espectadores Árbitro(s): Mark Geiger |

| Pos. | Equipo   | Pts | PJ | PG | PE | PP | GF | GC | Dif. | Rend.  |
| ---- | -------- | --- | -- | -- | -- | -- | -- | -- | ---- | ------ |
| 21   | Nigeria  | 3   | 3  | 1  | 0  | 2  | 3  | 4  | -1   | 33,33% |
| 22   | Alemania | 3   | 3  | 1  | 0  | 2  | 2  | 4  | -2   | 33,33% |
| 23   | Serbia   | 3   | 1  | 1  | 0  | 2  | 2  | 4  | -2   | 33,33% |

| Equipo     | Pts | PJ | PG | PE | PP | GF | GC | Dif |
| ---------- | --- | -- | -- | -- | -- | -- | -- | --- |
| Japón      | 6   | 3  | 2  | 0  | 1  | 4  | 3  | 1   |
| España     | 4   | 3  | 1  | 1  | 1  | 9  | 3  | 6   |
| Alemania   | 4   | 3  | 1  | 1  | 1  | 6  | 5  | 1   |
| Costa Rica | 3   | 3  | 1  | 0  | 2  | 3  | 11 | -8  |

| 23 de noviembre | Alemania            | 1:2 (1:0) | Japón                | Estadio Internacional Khalifa, Doha                     |                                                         |
| 16:00           | Gündoğan 33' (pen.) | Reporte   | Dōan 75' · Asano 83' | Asistencia: 42 608 espectadores Árbitro(s): Iván Barton | Asistencia: 42 608 espectadores Árbitro(s): Iván Barton |

| 27 de noviembre | España     | 1:1 (0:0) | Alemania     | Estadio Al Bayt, Jor                                       |                                                            |
| 22:00           | Morata 62' | Reporte   | Füllkrug 83' | Asistencia: 68 895 espectadores Árbitro(s): Danny Makkelie | Asistencia: 68 895 espectadores Árbitro(s): Danny Makkelie |

| 1 de diciembre                                                                                     | Costa Rica                    | 2:4 (0:1) | Alemania                                     | Estadio Al Bayt, Jor                                           |                                                                |
| 22:00                                                                                              | Tejeda 58' · Neuer 70' (a.g.) | Reporte   | Gnabry 10' · Havertz 73', 85' · Füllkrug 89' | Asistencia: 67 054 espectadores Árbitro(s): Stéphanie Frappart | Asistencia: 67 054 espectadores Árbitro(s): Stéphanie Frappart |
| Stéphanie Frappart se convirtió en la primera mujer árbitro en dirigir un partido de Copa Mundial. |                               |           |                                              |                                                                |                                                                |

| Pos. | Equipo        | Pts | PJ | PG | PE | PP | GF | GC | Dif. | Rend.  |
| ---- | ------------- | --- | -- | -- | -- | -- | -- | -- | ---- | ------ |
| 16   | Corea del Sur | 4   | 4  | 1  | 1  | 2  | 5  | 8  | -3   | 33.33% |
| 17   | Alemania      | 4   | 3  | 1  | 1  | 1  | 6  | 5  | 1    | 44.44% |
| 18   | Ecuador       | 4   | 3  | 1  | 1  | 1  | 4  | 3  | 1    | 44.44% |

## Estadísticas finales

### Palmarés general
| Campeón                    | Subcampeón                 | Tercer puesto              | Cuarto puesto |
| -------------------------- | -------------------------- | -------------------------- | ------------- |
| 4 (1954, 1974, 1990, 2014) | 4 (1966, 1982, 1986, 2002) | 4 (1934, 1970, 2006, 2010) | 1 (1958)      |

### Balance general
| 1930         | No la disputó    | No la disputó | No la disputó | No la disputó | No la disputó | No la disputó | No la disputó | No la disputó | No la disputó | No la disputó | No la disputó | No la disputó          |                  |                  |                  |                  |                  |                  |                  |                  |                  |                           |                  |                  |                  |
| 1934         | Tercer puesto    | 3.ª           | 4             | 3             | 0             | 1             | 11            | 8             | 3             | 6             | 75%           | Edmund Conen: 4        | 1                | 1                | 0                | 0                | 9                | 1                | 8                | 2                | 100%             | Josef Rasselnberg: 4      |                  |                  |                  |
| 1938         | Primera fase     | 10.ª          | 2             | 0             | 1             | 1             | 3             | 5             | -2            | 1             | 25%           | Hahnemann, Gauchel     | 3                | 3                | 0                | 0                | 11               | 1                | 10               | 6                | 100%             | Ernst Lehner: 3           |                  |                  |                  |
| 1950         | Excluida         | Excluida      | Excluida      | Excluida      | Excluida      | Excluida      | Excluida      | Excluida      | Excluida      | Excluida      | Excluida      | Excluida               |                  |                  |                  |                  |                  |                  |                  |                  |                  |                           |                  |                  |                  |
| 1954         | Campeón          | 1.ª           | 6             | 5             | 0             | 1             | 25            | 14            | 11            | 10            | 83.3%         | Max Morlock: 6         | 4                | 3                | 1                | 0                | 12               | 3                | 9                | 7                | 87.5%            | Max Morlock: 6            |                  |                  |                  |
| 1958         | Cuarto puesto    | 4.ª           | 6             | 2             | 2             | 2             | 12            | 14            | -2            | 8             | 50%           | Helmut Rahn: 6         | Campeón defensor | Campeón defensor | Campeón defensor | Campeón defensor | Campeón defensor | Campeón defensor | Campeón defensor | Campeón defensor | Campeón defensor | Campeón defensor          | Campeón defensor | Campeón defensor | Campeón defensor |
| 1962         | Cuartos de final | 6.ª           | 4             | 2             | 1             | 1             | 4             | 2             | 2             | 5             | 62.5%         | Uwe Seeler: 2          | 4                | 4                | 0                | 0                | 11               | 5                | 6                | 8                | 100%             | Brülls, Dörfel, Seeler: 3 |                  |                  |                  |
| 1966         | Subcampeón       | 2.ª           | 6             | 4             | 1             | 1             | 15            | 6             | 9             | 9             | 75%           | Helmut Haller: 6       | 4                | 3                | 1                | 0                | 14               | 2                | 12               | 7                | 87.5%            | Brunnenmeier: 3           |                  |                  |                  |
| 1970         | Tercer puesto    | 3.ª           | 6             | 5             | 0             | 1             | 17            | 10            | 7             | 10            | 83.3%         | Gerd Müller: 10        | 5                | 4                | 1                | 0                | 20               | 3                | 17               | 9                | 90%              | Gerd Müller: 7            |                  |                  |                  |
| 1974         | Campeón          | 1.ª           | 7             | 6             | 0             | 1             | 13            | 4             | 9             | 12            | 85.7%         | Gerd Müller: 4         | Anfitrión        | Anfitrión        | Anfitrión        | Anfitrión        | Anfitrión        | Anfitrión        | Anfitrión        | Anfitrión        | Anfitrión        | Anfitrión                 | Anfitrión        | Anfitrión        |                  |
| 1978         | Segunda fase     | 6.ª           | 6             | 1             | 4             | 1             | 10            | 5             | 5             | 6             | 37.5%         | Rummenigge: 3          | Campeón defensor | Campeón defensor | Campeón defensor | Campeón defensor | Campeón defensor | Campeón defensor | Campeón defensor | Campeón defensor | Campeón defensor | Campeón defensor          | Campeón defensor | Campeón defensor |                  |
| 1982         | Subcampeón       | 2.ª           | 7             | 3             | 2             | 2             | 12            | 10            | 2             | 8             | 57.1%         | Rummenigge: 5          | 8                | 8                | 0                | 0                | 33               | 3                | 30               | 16               | 100%             | Rummenigge: 9             |                  |                  |                  |
| 1986         | Subcampeón       | 2.ª           | 7             | 3             | 2             | 2             | 8             | 7             | 1             | 8             | 57.1%         | Rudi Völler: 3         | 8                | 5                | 2                | 1                | 22               | 9                | 13               | 12               | 75%              | Rummenigge: 4             |                  |                  |                  |
| 1990         | Campeón          | 1.ª           | 7             | 5             | 2             | 0             | 15            | 5             | 10            | 12            | 85.7%         | Lothar Matthäus: 4     | 6                | 3                | 3                | 0                | 13               | 3                | 10               | 9                | 75%              | Rudi Völler: 4            |                  |                  |                  |
| 1994         | Cuartos de final | 5.ª           | 5             | 3             | 1             | 1             | 9             | 7             | 2             | 7             | 70%           | Jürgen Klinsmann: 5    | Campeón defensor | Campeón defensor | Campeón defensor | Campeón defensor | Campeón defensor | Campeón defensor | Campeón defensor | Campeón defensor | Campeón defensor | Campeón defensor          | Campeón defensor | Campeón defensor |                  |
| 1998         | Cuartos de final | 7.ª           | 5             | 3             | 1             | 1             | 8             | 6             | 2             | 10            | 66.6%         | Bierhoff, Klinsmann: 3 | 10               | 6                | 4                | 0                | 23               | 9                | 14               | 22               | 73.3%            | Oliver Bierhoff: 6        |                  |                  |                  |
| 2002         | Subcampeón       | 2.ª           | 7             | 5             | 1             | 1             | 14            | 3             | 11            | 16            | 76.1%         | Miroslav Klose: 5      | 10               | 6                | 3                | 1                | 19               | 12               | 7                | 21               | 70%              | Michael Ballack: 6        |                  |                  |                  |
| 2006         | Tercer puesto    | 3.ª           | 7             | 5             | 1             | 1             | 14            | 6             | 8             | 16            | 76.1%         | Miroslav Klose: 5      | Anfitrión        | Anfitrión        | Anfitrión        | Anfitrión        | Anfitrión        | Anfitrión        | Anfitrión        | Anfitrión        | Anfitrión        | Anfitrión                 | Anfitrión        | Anfitrión        |                  |
| 2010         | Tercer puesto    | 3.ª           | 7             | 5             | 0             | 2             | 16            | 5             | 11            | 15            | 71.4%         | Thomas Müller: 5       | 10               | 8                | 2                | 0                | 26               | 5                | 21               | 26               | 86.6%            | Miroslav Klose: 7         |                  |                  |                  |
| 2014         | Campeón          | 1.ª           | 7             | 6             | 1             | 0             | 18            | 4             | 14            | 19            | 90.4%         | Thomas Müller: 5       | 10               | 9                | 1                | 0                | 36               | 10               | 26               | 28               | 93.3%            | Mesut Özil: 8             |                  |                  |                  |
| 2018         | Primera fase     | 22.ª          | 3             | 1             | 0             | 2             | 2             | 4             | -2            | 3             | 33.3%         | Reus, Kroos            | 10               | 10               | 0                | 0                | 43               | 4                | 39               | 30               | 33.3%            | T. Müller, Wagner: 5      |                  |                  |                  |
| 2022         | Primera fase     | 17.ª          | 3             | 1             | 1             | 1             | 6             | 5             | 1             | 4             | 44.4%         | Füllkrug, Havertz: 2   | 10               | 9                | 0                | 1                | 36               | 4                | 32               | 27               | 95%              | Serge Gnabry: 5           |                  |                  |                  |
| 2026         | Por definir      | -             | -             | -             | -             | -             | -             | -             | -             | -             | -             | -                      | -                | -                | -                | -                | -                | -                | -                | -                | -                | -                         |                  |                  |                  |
| Total global | 19/21            | 2.ª           | 112           | 68            | 21            | 23            | 232           | 130           | 102           | 185           | 71.2%         | Miroslav Klose: 16     | 95               | 74               | 18               | 3                | 289              | 71               | 218              | 200              | 83.98%           | Rummenigge, Klose: 13     |                  |                  |                  |

### Tabla estadística
| Pos. | Selección | TJ | Pts. | PJ  | PG | PE | PP | GF  | GC  | Dif. | Títulos | Rend   |
| ---- | --------- | -- | ---- | --- | -- | -- | -- | --- | --- | ---- | ------- | ------ |
| 1.º  | Brasil    | 21 | 237  | 109 | 73 | 18 | 18 | 229 | 105 | +124 | 5       | 72,47% |
| 2.º  | Alemania  | 20 | 225  | 112 | 68 | 21 | 23 | 232 | 130 | +102 | 4       | 66,96% |
| 3.º  | Italia    | 18 | 156  | 83  | 45 | 21 | 17 | 128 | 77  | +51  | 4       | 62,65% |

### Por fases
| Títulos | Finales | Semifinales | Cuartos | Octavos | 1.º ronda |
| ------- | ------- | ----------- | ------- | ------- | --------- |
| 4       | 8       | 13          | 17      | 17      | 18        |

### Por rival
- Actualizado al 27 de junio de 2018.[23]

| Selección              | Confederación | PJ  | PG | PE | PP | GF  | GC  | Dif. | Rend.  |
| ---------------------- | ------------- | --- | -- | -- | -- | --- | --- | ---- | ------ |
| Alemania Democrática   | UEFA          | 1   | 0  | 0  | 1  | 0   | 1   | -1   | 0%     |
| Arabia Saudita         | AFC           | 1   | 1  | 0  | 0  | 8   | 0   | 8    | 100%   |
| Argelia                | CAF           | 2   | 1  | 0  | 1  | 3   | 3   | 0    | 50%    |
| Argentina              | CONMEBOL      | 7   | 4  | 2  | 1  | 12  | 5   | 7    | 66.67% |
| Australia              | AFC           | 2   | 2  | 0  | 0  | 7   | 0   | 7    | 100%   |
| Austria                | UEFA          | 4   | 3  | 0  | 1  | 12  | 6   | 6    | 75%    |
| Bélgica                | UEFA          | 2   | 2  | 0  | 0  | 8   | 4   | 4    | 100%   |
| Bolivia                | CONMEBOL      | 1   | 1  | 0  | 0  | 1   | 0   | 1    | 100%   |
| Brasil                 | CONMEBOL      | 2   | 1  | 0  | 1  | 7   | 3   | 4    | 50%    |
| Bulgaria               | UEFA          | 2   | 1  | 0  | 1  | 6   | 4   | 2    | 50%    |
| Camerún                | CAF           | 1   | 1  | 0  | 0  | 2   | 0   | 2    | 100%   |
| Chile                  | CONMEBOL      | 3   | 3  | 0  | 0  | 7   | 1   | 6    | 100%   |
| Colombia               | CONMEBOL      | 1   | 0  | 1  | 0  | 1   | 1   | 0    | 33.33% |
| Corea del Sur          | AFC           | 3   | 2  | 0  | 1  | 4   | 4   | 0    | 66.67% |
| Costa Rica             | CONCACAF      | 1   | 1  | 0  | 0  | 4   | 2   | 2    | 100%   |
| Croacia                | UEFA          | 1   | 0  | 0  | 1  | 0   | 3   | -3   | 0%     |
| Dinamarca              | UEFA          | 1   | 0  | 0  | 1  | 0   | 2   | -2   | 0%     |
| Ecuador                | CONMEBOL      | 1   | 1  | 0  | 0  | 3   | 0   | 3    | 100%   |
| Emiratos Árabes Unidos | AFC           | 1   | 1  | 0  | 0  | 5   | 1   | 4    | 100%   |
| Escocia                | UEFA          | 1   | 1  | 0  | 0  | 2   | 1   | 1    | 100%   |
| España                 | UEFA          | 4   | 2  | 1  | 1  | 5   | 4   | 1    | 58.33% |
| Estados Unidos         | CONCACAF      | 3   | 3  | 0  | 0  | 4   | 0   | 4    | 100%   |
| Francia                | UEFA          | 4   | 2  | 1  | 1  | 9   | 9   | 0    | 58.33% |
| Ghana                  | CAF           | 2   | 1  | 1  | 0  | 3   | 2   | 1    | 66.67% |
| Hungría                | UEFA          | 2   | 1  | 0  | 1  | 6   | 10  | -4   | 50%    |
| Inglaterra             | UEFA          | 4   | 2  | 1  | 1  | 10  | 8   | 2    | 58.33% |
| Irán                   | AFC           | 1   | 1  | 0  | 0  | 2   | 0   | 0    | 33.33% |
| Irlanda                | UEFA          | 1   | 0  | 1  | 0  | 1   | 1   | 0    | 33.33% |
| Irlanda del Norte      | UEFA          | 1   | 0  | 1  | 0  | 2   | 2   | 0    | 33.33% |
| Italia                 | UEFA          | 5   | 0  | 2  | 3  | 4   | 9   | -5   | 13.33% |
| Marruecos              | CAF           | 1   | 1  | 0  | 0  | 2   | 1   | 1    | 100%   |
| México                 | CONCACAF      | 4   | 2  | 1  | 1  | 8   | 2   | 6    | 58.33% |
| Países Bajos           | UEFA          | 3   | 2  | 1  | 0  | 6   | 4   | 2    | 77.78% |
| Paraguay               | CONMEBOL      | 1   | 1  | 0  | 0  | 1   | 0   | 1    | 100%   |
| Perú                   | CONMEBOL      | 1   | 1  | 0  | 0  | 3   | 1   | 2    | 100%   |
| Polonia                | UEFA          | 3   | 2  | 1  | 0  | 2   | 0   | 2    | 77.78% |
| Portugal               | UEFA          | 2   | 2  | 0  | 0  | 7   | 1   | 6    | 100%   |
| República Checa        | UEFA          | 1   | 1  | 0  | 0  | 3   | 1   | 2    | 100%   |
| Rusia                  | UEFA          | 1   | 1  | 0  | 0  | 2   | 1   | 1    | 100%   |
| Serbia                 | UEFA          | 7   | 4  | 1  | 2  | 11  | 5   | 6    | 61.9%  |
| Suecia                 | UEFA          | 5   | 4  | 0  | 1  | 11  | 7   | 4    | 80%    |
| Suiza                  | UEFA          | 4   | 2  | 1  | 1  | 10  | 6   | 4    | 58.33% |
| Túnez                  | CAF           | 1   | 0  | 1  | 0  | 0   | 0   | 0    | 33.33% |
| Turquía                | UEFA          | 2   | 2  | 0  | 0  | 11  | 3   | 8    | 100%   |
| Uruguay                | CONMEBOL      | 4   | 3  | 1  | 0  | 9   | 3   | 6    | 83.33% |
| Total                  | Total         | 106 | 66 | 20 | 20 | 224 | 121 | 103  | 68.55% |

### Por confederación
- Actualizado al 1 de diciembre de 2022.[23]

| Confederación | PJ  | PG | PE | PP | GF  | GC  | Dif. | Rend.  |
| ------------- | --- | -- | -- | -- | --- | --- | ---- | ------ |
| AFC           | 8   | 6  | 0  | 2  | 24  | 7   | +17  | 75%    |
| CAF           | 8   | 5  | 2  | 1  | 11  | 6   | +5   | 70.83% |
| Concacaf      | 9   | 7  | 1  | 1  | 20  | 6   | +14  | 81.48% |
| Conmebol      | 21  | 15 | 4  | 2  | 44  | 14  | +30  | 77.78% |
| OFC           | 1   | 1  | 0  | 0  | 3   | 0   | +3   | 100%   |
| UEFA          | 59  | 28 | 14 | 17 | 130 | 97  | +33  | 55.37% |
| Total         | 106 | 62 | 21 | 23 | 232 | 130 | 102  | 68.55% |

### Más encuentros
| #                                   | Jugador                | Partidos | Goles | Prom. | Ediciones                     | Ref.   |
| ----------------------------------- | ---------------------- | -------- | ----- | ----- | ----------------------------- | ------ |
| 1                                   | Lothar Matthäus        | 25       | 6     | 0.24  | 1982, 1986, 1990, 1994 y 1998 | [ 24 ] |
| 2                                   | Miroslav Klose         | 24       | 16    | 0.67  | 2002, 2006, 2010 y 2014       | [ 25 ] |
| 3                                   | Uwe Seeler             | 21       | 9     | 0.43  | 1958, 1962, 1966 y 1970       | [ 26 ] |
| 4                                   | Bastian Schweinsteiger | 20       | 2     | 0.1   | 2006, 2010 y 2014             | [ 27 ] |
| =                                   | Philipp Lahm           | 20       | 1     | 0.05  | 2006, 2010 y 2014             | [ 28 ] |
| 6                                   | Karl-Heinz Rummenigge  | 19       | 9     | 0.47  | 1978, 1982 y 1986             | [ 29 ] |
| =                                   | Wolfgang Overath       | 19       | 3     | 0.15  | 1966, 1970 y 1974             | [ 30 ] |
| =                                   | Per Mertesacker        | 19       | 0     | 0     | 2006, 2010 y 2014             | [ 31 ] |
| =                                   | Berti Vogts            | 19       | 0     | 0     | 1970, 1974 y 1978             | [ 32 ] |
| 10                                  | Franz Beckenbauer      | 18       | 5     | 0.27  | 1966, 1970 y 1974             | [ 33 ] |
| Actualizado al 18 de julio de 2014. |                        |          |       |       |                               |        |

### Máximos goleadores
| #                                   | Jugador               | Goles | Partidos | Prom. | Ediciones               | Ref.   |
| ----------------------------------- | --------------------- | ----- | -------- | ----- | ----------------------- | ------ |
| 1                                   | Miroslav Klose        | 16    | 24       | 0.67  | 2002, 2006, 2010 y 2014 | [ 25 ] |
| 2                                   | Gerd Müller           | 14    | 13       | 1.08  | 1970 y 1974             | [ 35 ] |
| 3                                   | Jürgen Klinsmann      | 11    | 17       | 0.65  | 1990, 1994 y 1998       | [ 36 ] |
| 4                                   | Helmut Rahn           | 10    | 10       | 1     | 1954 y 1958             | [ 37 ] |
| =                                   | Thomas Müller         | 10    | 17       | 0.59  | 2010, 2014 y 2022       | [ 38 ] |
| 6                                   | Karl-Heinz Rummenigge | 9     | 19       | 0.47  | 1978, 1982 y 1986       | [ 29 ] |
| =                                   | Uwe Seeler            | 9     | 21       | 0.43  | 1958, 1962, 1966 y 1970 | [ 26 ] |
| 8                                   | Rudi Völler           | 8     | 15       | 0.53  | 1986, 1990 y 1994       | [ 39 ] |
| Actualizado al 18 de julio de 2014. |                       |       |          |       |                         |        |

### Máximos asistentes
| #                            | Jugador                | Asist. | Partidos | Prom. | Ediciones              | Ref. |
| ---------------------------- | ---------------------- | ------ | -------- | ----- | ---------------------- | ---- |
| 1                            | Pierre Littbarski      | 7      | 18       | 0.39  | 1982, 1986, 1990       |      |
| 2                            | Thomas Häßler          | 6      | 14       | 0.43  | 1990, 1994 y 1998      |      |
| =                            | Thomas Müller          | 6      | 16       | 0.38  | 2010, 2014 y 2018      |      |
| =                            | Bastian Schweinsteiger | 6      | 20       | 0.3   | 2006, 2010 y 2014      |      |
| 5                            | Michael Ballack        | 5      | 11       | 0.45  | 2002 y 2006            |      |
| =                            | Gerd Müller            | 5      | 13       | 0.38  | 1970 y 1974            |      |
| =                            | Uwe Seeler             | 5      | 21       | 0.24  | 1958, 1962, 1966, 1970 |      |
| 8                            | Jürgen Klinsmann       | 4      | 11       | 0.36  | 1990, 1994 y 1998      |      |
| =                            | Rudi Völler            | 4      | 15       | 0.27  | 1982, 1986, 1990       |      |
| =                            | Toni Kroos             | 4      | 14       | 0.29  | 2010, 2014 2018        |      |
| =                            | Mesut Özil             | 4      | 16       | 0.25  | 2010, 2014 2018        |      |
| =                            | Philipp Lahm           | 4      | 20       | 0.2   | 2006, 2010 y 2014      |      |
| Actualizado a junio de 2018. |                        |        |          |       |                        |      |

### Más participaciones
| 1                                   | Lothar Matthäus         | 5 | 1982, 1986, 1990, 1994 y 1998 |
| 2                                   | Uwe Seeler              | 4 | 1958, 1962, 1966 y 1970       |
| =                                   | Karl-Heinz Schnellinger | 4 | 1958, 1962, 1966 y 1970       |
| =                                   | Sepp Maier              | 4 | 1966, 1970, 1974 y 1978       |
| =                                   | Miroslav Klose          | 4 | 2002, 2006, 2010 y 2014       |
| =                                   | Manuel Neuer            | 4 | 2010, 2014, 2018 y 2022       |
| =                                   | Thomas Müller           | 4 | 2010, 2014, 2018 y 2022       |
| Actualizado al 18 de julio de 2014. |                         |   |                               |

### Mayores goleadas
| Mejores resultados | Mejores resultados | Mejores resultados     | Mejores resultados         |
| #                  | Resultado          | Selección              | Edición                    |
| ------------------ | ------------------ | ---------------------- | -------------------------- |
| 1                  | 8:0                | Arabia Saudita         | Corea del Sur / Japón 2002 |
| 2                  | 7:1                | Brasil                 | Brasil 2014                |
| 3                  | 6:0                | México                 | Argentina 1978             |
| 4                  | 7:2                | Turquía                | Suiza 1954                 |
| 5                  | 6:1                | Austria                | Suiza 1954                 |
| 6                  | 5:0                | Suiza                  | Inglaterra 1966            |
| 7                  | 5:1                | Emiratos Árabes Unidos | Italia 1990                |
| 8                  | 4:0                | Uruguay                | Inglaterra 1966            |
| 8                  | 4:0                | Australia              | Sudáfrica 2010             |
| 8                  | 4:0                | Argentina              | Sudáfrica 2010             |
| 8                  | 4:0                | Portugal               | Brasil 2014                |

| Peores resultados | Peores resultados | Peores resultados | Peores resultados |
| #                 | Resultado         | Selección         | Edición           |
| ----------------- | ----------------- | ----------------- | ----------------- |
| 1                 | 3:8               | Hungría           | Suiza 1954        |
| 2                 | 3:6               | Francia           | Suecia 1958       |
| 3                 | 0:3               | Croacia           | Francia 1998      |
| 4                 | 0:2               | Corea del Sur     | Rusia 2018        |